# Théorème d'Erdős-Szemerédi
Ne doit pas être confondu avec la conjecture d'Erdős-Turán démontrée par Szemerédi ou d'autres théorèmes portant le nom d'Erdős.
En combinatoire arithmétique, le théorème d'Erdős-Szemerédi assure qu'il existe des constantes strictement positives c et ε telles que pour tout ensemble fini A de réels,
où | | désigne le cardinal, {\displaystyle A+A=\{a+b~|~a,b\in A\}} la somme d'ensembles de A avec lui-même et {\displaystyle A\cdot A=\{a\cdot b~|~a,b\in A\}.}
Il peut arriver que A soit de taille comparable à A + A (si A est en progression arithmétique) ou à A ∙ A (si A est en progression géométrique). Le théorème de Erdős-Szemerédi peut donc s'interpréter informellement en disant qu'un « gros » ensemble ne peut « se comporter » simultanément comme une progression arithmétique et une progression géométrique ; on peut aussi dire que la droite réelle ne contient pas d'ensemble qui « ressemble à » un sous-anneau fini. C'est le premier exemple de ce qu'on appelle maintenant le « phénomène somme-produit », dont on sait qu'il a lieu pour beaucoup d'anneaux et de corps, y compris des corps finis.
Erdős et Szemerédi ont conjecturé qu'ε peut être choisi arbitrairement proche de 1. En 2009, le meilleur résultat dans cette direction est celui de Solymosi : ε peut être choisi arbitrairement proche de 1/3.